# Voetbalelftal van de Duitse Democratische Republiek in 1988
Het Voetbalelftal van de Duitse Democratische Republiek speelde in totaal acht officiële interlands in het jaar 1988, waaronder twee duels in de kwalificatiereeks voor de WK-eindronde in Italië (1990). De nationale selectie stond onder leiding van bondscoach Bernd Stange. Hij stapte op na de laatste wedstrijd van het jaar (tegen Turkije) en werd opgevolgd door oud-international Manfred Zapf.

## Balans
| Wedstrijden | Wedstrijden | Wedstrijden | Wedstrijden | Doelpunten | Doelpunten | Doelpunten | Punten |
| Gespeeld    | Winst       | Gelijk      | Verlies     | Voor       | Tegen      | Saldo      | Punten |
| ----------- | ----------- | ----------- | ----------- | ---------- | ---------- | ---------- | ------ |
| 8           | 2           | 3           | 3           | 10         | 11         | –1         | 0.875  |

## Interlands
|                                                       |        |       |                                |                                                                                          |
| 27 januari Vriendschappelijk № 258 «onderlinge duels» | Spanje | 0 – 0 | Duitse Democratische Republiek | Estadio Luis Casanova, Valencia Toeschouwers: 25.000 Scheidsrechter: Michel Girard (FRA) |
| 27 januari Vriendschappelijk № 258 «onderlinge duels» |        |       |                                | Estadio Luis Casanova, Valencia Toeschouwers: 25.000 Scheidsrechter: Michel Girard (FRA) |

|                                                    |                                           |       |                                |                                                                                |
| 2 maart Vriendschappelijk № 259 «onderlinge duels» | Marokko                                   | 2 – 1 | Duitse Democratische Republiek | Stade El Bachir, Mohammedia Toeschouwers: 5.000 Scheidsrechter: ?? Abasi (MAR) |
| 2 maart Vriendschappelijk № 259 «onderlinge duels» | Abderrazad Khairi 23' Kheira Hamraoui 89' |       | 90' Rainer Ernst               | Stade El Bachir, Mohammedia Toeschouwers: 5.000 Scheidsrechter: ?? Abasi (MAR) |

|                                                     |                                                            |       |                                                       |                                                                                    |
| 30 maart Vriendschappelijk № 260 «onderlinge duels» | Duitse Democratische Republiek                             | 3 – 3 | Roemenië                                              | Kurt-Wabbel-Stadion, Halle Toeschouwers: 6.500 Scheidsrechter: Jiri Stiegler (TCH) |
| 30 maart Vriendschappelijk № 260 «onderlinge duels» | Rainer Ernst 11' Uwe Zötzsche 38' (pen.) Dirk Stahmann 57' |       | 20' (e.d.) René Müller 79' Ion Andone 82' Ion Geolgău | Kurt-Wabbel-Stadion, Halle Toeschouwers: 6.500 Scheidsrechter: Jiri Stiegler (TCH) |

|                                                     |                   |       |                                |                                                                                               |
| 13 april Vriendschappelijk № 261 «onderlinge duels» | Bulgarije         | 1 – 1 | Duitse Democratische Republiek | Stadion '9. September', Boergas Toeschouwers: 20.000 Scheidsrechter: Wolf-Günter Wiesel (GER) |
| 13 april Vriendschappelijk № 261 «onderlinge duels» | Trifon Ivanov 83' |       | 30' Jörg Stübner               | Stadion '9. September', Boergas Toeschouwers: 20.000 Scheidsrechter: Wolf-Günter Wiesel (GER) |

|                                                                  |                                |       |             | |
| 31 augustus Vriendschappelijk № 262 «onderlinge duels» 19:00 uur | Duitse Democratische Republiek | 1 – 0 | Griekenland | Friedrich-Ludwig-Jahn-Sportpark, Oost-Berlijn Toeschouwers: 6.500 Scheidsrechter: Michal Listkiewicz (POL) |
| 31 augustus Vriendschappelijk № 262 «onderlinge duels» 19:00 uur | Matthias Sammer 24'            |       |             | Friedrich-Ludwig-Jahn-Sportpark, Oost-Berlijn Toeschouwers: 6.500 Scheidsrechter: Michal Listkiewicz (POL) |

|                                                         |                                |       |                               |                                                                                             |
| 21 september Vriendschappelijk № 263 «onderlinge duels» | Duitse Democratische Republiek | 1 – 2 | Polen                         | Stadion der Freundschaft, Cottbus Toeschouwers: 11.000 Scheidsrechter: Robert Matušík (TCH) |
| 21 september Vriendschappelijk № 263 «onderlinge duels» | Rainer Ernst 29'               |       | 60' Jan Furtok 80' Jan Furtok | Stadion der Freundschaft, Cottbus Toeschouwers: 11.000 Scheidsrechter: Robert Matušík (TCH) |

|                                                     |                                   |       |         | |
| 19 oktober WK-kwalificatie № 264 «onderlinge duels» | Duitse Democratische Republiek    | 2 – 0 | IJsland | Friedrich-Ludwig-Jahn-Sportpark, Oost-Berlijn Toeschouwers: 12.300 Scheidsrechter: Einar Halle (NOR) |
| 19 oktober WK-kwalificatie № 264 «onderlinge duels» | Andreas Thom 34' Andreas Thom 89' |       |         | Friedrich-Ludwig-Jahn-Sportpark, Oost-Berlijn Toeschouwers: 12.300 Scheidsrechter: Einar Halle (NOR) |

|                                                      |                                                |       |                                |                                                                                      |
| 30 november WK-kwalificatie № 265 «onderlinge duels» | Turkije                                        | 3 – 1 | Duitse Democratische Republiek | BJK Inönü Stadion, Istanboel Toeschouwers: 42.000 Scheidsrechter: Lajos Nemeth (HUN) |
| 30 november WK-kwalificatie № 265 «onderlinge duels» | Tanju Çolak 24' Tanju Çolak 65' Oğuz Çetin 70' |       | 76' Andreas Thom               | BJK Inönü Stadion, Istanboel Toeschouwers: 42.000 Scheidsrechter: Lajos Nemeth (HUN) |

## Statistieken
| Jörg Weißflog     | 1956-10-12 | Wismut Aue         | 4 | 0 | 0 | 13 | 0  |
| René Müller       | 1959-02-11 | Lokomotive Leipzig | 3 | 0 | 0 | 42 | 0  |
| Bodo Rudwaleit    | 1957-08-03 | BFC Dynamo Berlin  | 1 | 2 | 0 | 33 | 0  |
| Verdediging       |            |                    |   |   |   |    |    |
| Dirk Stahmann     | 1958-03-23 | 1. FC Magdeburg    | 8 | 0 | 1 | 41 | 2  |
| Ronald Kreer      | 1959-11-10 | Lokomotive Leipzig | 6 | 0 | 0 | 56 | 2  |
| Matthias Lindner  | 1965-10-05 | Lokomotive Leipzig | 5 | 0 | 0 |    |    |
| Matthias Döschner | 1958-01-12 | Dynamo Dresden     | 4 | 0 | 0 |    |    |
| Hans-Uwe Pilz     | 1958-11-10 | Dynamo Dresden     | 3 | 2 | 0 | 34 | 0  |
| Frank Rohde       | 1960-03-02 | BFC Dynamo Berlin  | 3 | 2 | 0 |    |    |
| Detlef Schößler   | 1963-10-03 | 1. FC Magdeburg    | 3 | 1 | 0 |    |    |
| Uwe Zötzsche      | 1960-09-15 | Lokomotive Leipzig | 3 | 0 | 1 | 38 | 4  |
| Mario Röser       | 1966-12-23 | FC Carl Zeiss Jena | 1 | 0 | 0 | 1  | 0  |
| Torsten Kracht    | 1967-10-04 | Lokomotive Leipzig | 0 | 1 | 0 | 1  | 0  |
| Middenveld        |            |                    |   |   |   |    |    |
| Rainer Ernst      | 1961-12-31 | BFC Dynamo Berlin  | 7 | 1 | 2 |    |    |
| Jörg Stübner      | 1965-07-23 | Dynamo Dresden     | 6 | 2 | 1 |    |    |
| Rico Steinmann    | 1967-12-26 | FC Karl-Marx-Stadt | 6 | 1 | 0 | 11 | 0  |
| Thomas Doll       | 1966-04-09 | BFC Dynamo Berlin  | 3 | 2 | 0 | 14 | 2  |
| Matthias Sammer   | 1967-09-05 | Dynamo Dresden     | 2 | 4 | 1 | 7  | 1  |
| Matthias Liebers  | 1958-11-22 | Lokomotive Leipzig | 2 | 0 | 0 |    |    |
| Heiko Scholz      | 1966-01-07 | Lokomotive Leipzig | 0 | 1 | 0 | 4  | 0  |
| Aanval            |            |                    |   |   |   |    |    |
| Ulf Kirsten       | 1965-12-04 | Dynamo Dresden     | 8 | 0 | 0 | 33 | 7  |
| Andreas Thom      | 1965-09-07 | BFC Dynamo Berlin  | 6 | 0 | 3 | 40 | 12 |
| Jürgen Raab       | 1958-12-20 | FC Carl Zeiss Jena | 4 | 1 | 0 |    |    |
| Uwe Rösler        | 1968-11-15 | 1. FC Magdeburg    | 1 | 0 | 0 | 1  | 0  |